# Amory Coffin
Amory Coffin (* 24. Dezember 1813 auf der Coffin Point Plantation, auf St. Helena Island (South Carolina); † 12. Januar 1884 in Aiken (South Carolina)) war ein amerikanischer Mediziner und Arzt.

## Leben

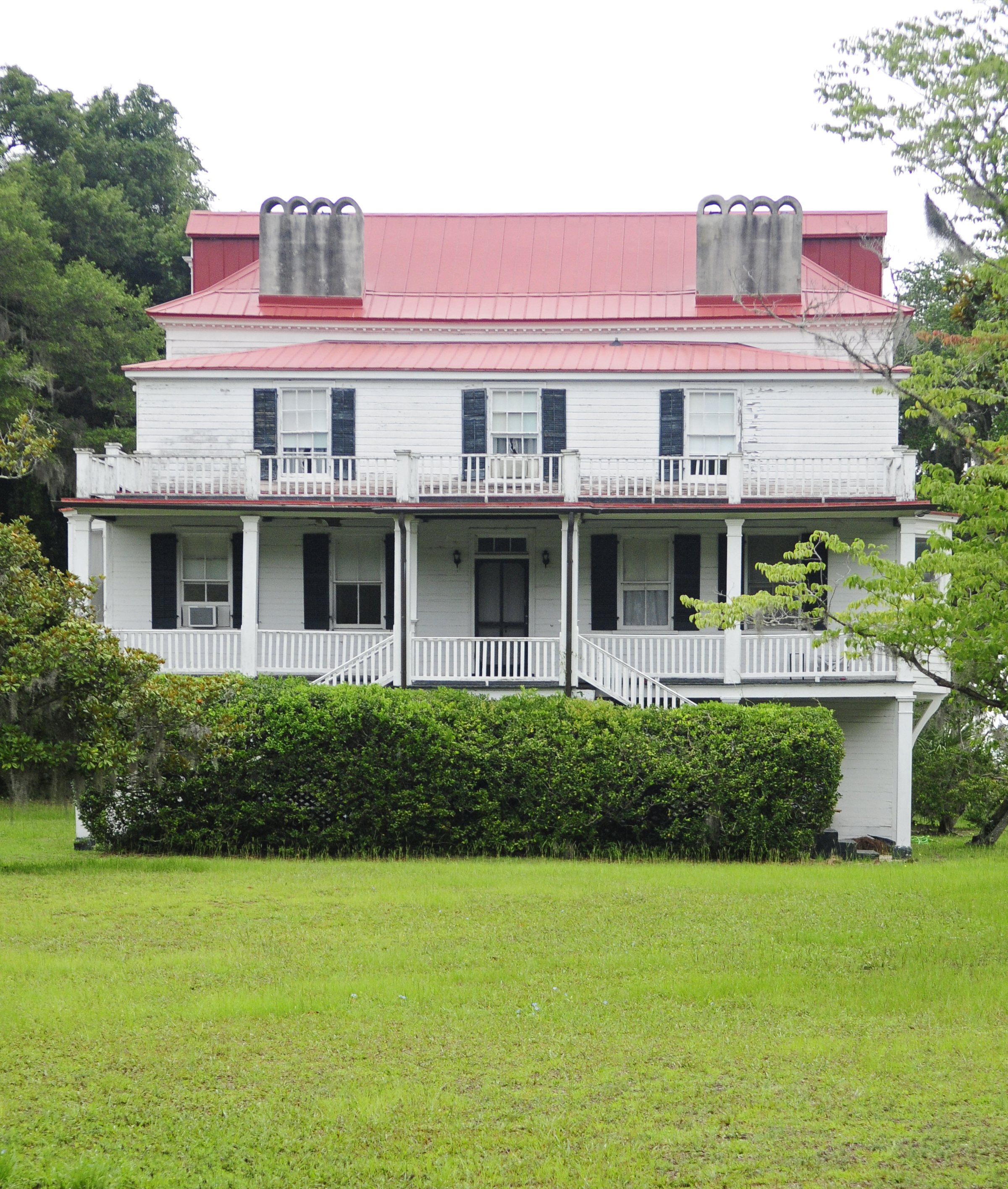
Wohnhaus auf Coffin Point Plantation, erbaut um 1801

Coffin entstammte einer in Boston ansässigen Familie, aus der sein Vater Ebenezer Coffin (1765–1817) nach South Carolina gekommen und auf Coffin Point Plantation gesiedelt hatte. Er studierte Anfang der 1830er Jahre Medizin an der Georg-August-Universität Göttingen und am Charleston Medical College. Er lebte als Arzt erst in Barnwell, später in Aiken, wo er mehrere Veröffentlichung klimatologischen Inhalts publizierte, aber auch eine historische Novelle Luise Mühlbachs von der deutschen in die englische Sprache übersetzte. Er wurde auf dem Saint Thaddeus Cemetery in Aiken bestattet.

## Familie
Amory Coffin war verheiratet und hatte acht Kinder, darunter auch Amory Coffin jun. (1841–1916), der nach seiner eigenen Beschreibung drei Monate vor dem Angriff auf Fort Sumter als Kadett die Batterie befehligte, die bei Annäherung des im Auftrage des US-Kriegsministeriums fahrenden zivilen Dampfschiffes Star of the West von See den ersten Schuss abgab, um die anderen Batterien und Forts der (späteren) Confederate States Army an der Einfahrt in den Hafen von Charleston zu alarmieren; also einen der ersten Schüsse im Sezessionskrieg. Den Angriff auf Fort Sumter beobachtete er von einem Turm auf Sullivan’s Island. Er graduierte 1862 an The Citadel, The Military College of South Carolina.

## Champagner-Wette
Legendär wurde Amory Coffin durch seine Wette um 25 Flaschen Champagner mit dem späteren deutschen Reichskanzler Otto von Bismarck als Student 1833 in Göttingen. Otto von Bismarck selbst erwähnt diese Wette in seinen Gedanken und Erinnerungen. Bismarck hatte in einer Wette mit Coffin darauf gesetzt, dass die Deutsche Einheit binnen 20 Jahren hergestellt sein würde; er hat die Wette also verloren, weil er sich um knapp 20 Jahre verschätzte. Der jeweilige Verlierer der Wette sollte über den Atlantik reisen und die Flaschen persönlich überbringen. Dazu kam es jedoch nie. Bismarck will sich 1853 bemüht haben, etwas über Coffins Verbleib herauszubekommen, um die Reise anzutreten. Er habe jedoch die (aus heutiger Sicht unzutreffende) Mitteilung erhalten, Coffin sei bereits verschieden. Gegenüber dem Journalisten Moritz Busch äußerte sich Bismarck später 

„Das Merkwürdigste dabei ist, daß ich damals - 1833 - schon den Gedanken und die Hoffnung gehabt haben muß, die jetzt mit Gottes Hilfe wahr geworden ist, obwohl ich damals mit den Verbindungen, die das wollten, nur im Gefechtszustande verkehrte“

Noch in einem Dankesschreiben an den Geschäftsführer der amerikanischen Tageszeitung Public Ledger in Philadelphia vom 4. Juli 1875 für einen übersandten Gehstock, geschnitzt aus dem Gebälk der Independence Hall, erinnerte sich Bismarck gern seines amerikanischen Freundeskreises an der Universität Göttingen und der Feier des Amerikanischen Unabhängigkeitstages 1832 in diesem Kreis bestehend aus Amory Coffin, John Lothrop Motley und Mitchell Campbell King.

## Schriften
- An Examination of the Doctrine of Homoeopathia. Medical College of the State of South Carolina, 1838.
- Anniversary Oration Delivered Before the South Carolina Medical Association at the Annual Meeting in Charleston, Held on 31st January, 1853. Steam Power Press of Walker and James, 1853.
- Amory Coffin, William H. Geddings: Aiken: Or, Climate Cure. Walker, Evans & Cogswell, printers, 1869.
- Aiken, South Carolina: A Sketch of Its History; Including an Account of Its Climate, Soil Products and Natural Advantages of Its Vicinity. 1869.
- Amory Coffin, William H. Geddings: Aiken and Its Climate. Walker, Evans & Cogswell, printers, 1872.
- als Übersetzer: Luise Mühlbach: The Merchant of Berlin. 1866.